# روبرتو دي أنغيليس
روبرتو دي أنغيليس (بالإيطالية: Roberto De Angelis)‏ هو رسام بالرصاص إيطالي، ولد في 16 ديسمبر 1959 في نابولي في إيطاليا.